# Godda
Godda (en hindi: गोड्डा ) es una localidad de la India, centro administrativo del distrito de Godda en el estado de Jharkhand.

## Geografía
Se encuentra a una altitud de 102 m s. n. m. a 339 km de la capital estatal, Ranchi, en la zona horaria UTC +5:30.

## Demografía
Según estimación 2010 contaba con una población de 53 380 habitantes.